# Dumitru Pascu
Dumitru Pascu (n. 25 februarie 1945, Sinaia, Prahova, România – d. 1995) a fost un bober român.

## Carieră
Împreună cu pilotul Ion Panțuru, Nicolae Neagoe și Ion Zangor a câștigat medalia de bronz la Campionatul European din 1970 de la Cortina d’Ampezzo în proba de bob de patru persoane. Anul următor, în 1971, boberii români au cucerit titlul european la Innsbruck-Igls.
În anul 1972 Dumitru Pascu a participat la Jocurile Olimpice de iarnă. La Sapporo a obținut locul zece cu pilotul Ion Panțuru, Nicolae Neagoe și Dumitru Focșeneanu.
Începând cu 2000 a fost organizat Memorialul „Dumitru Pascu” pe pârtia de bob de la Sinaia în cinstea lui.